# Obleganje Palerma (535)
Obleganje Palerma (tudi obleganje Panormusa) je bilo bizantinsko obleganje ostrogotskega utrjenega mesta Panormusa (sodobni Palermo) konec leta 535, med gotsko vojno (535–554). Bizantinska vojska s 7.500–9.000 možmi in floto, obe pod poveljstvom generala Belizarja sta oblegali mesto, ki se, za razliko od vseh drugih mest na Siciliji v rokah Ostrogotov, ni hotelo predati. Belizar je svoji floti ukazal naj odpluje v pristanišče in se zasidra ob obzidje. Majhni čolni so bili napolnjeni z lokostrelci, ki so bili dvignjeni na vrh ladijskih jamborov, da so presegli višino parapeta. Ogenj lokostrelcev je prepričal Ostrogote, da so se predali, s čimer je bilo dokončano osvajanje Sicilije.

## Uvod
Na začetku gotske vojne (535–554) se je bizantinska vojska 7.500–9.000 mož pod Belizarjem ob podpori flote izkrcala na Sicilijo in z malo truda zavzela Catanio. Mesto je Belizar naredil za svoj glavni štab in se osredotočil na Sirakuze na Siciliji, ki so prav tako padle brez boja. Belizarjeva vojska in flota sta nato napredovali proti Panormusu.

## Obleganje
Ostrogotski garnizon v Panormusu je bil samozavesten za zaščito svojega obzidja in je zavrnil poziv k predaji. Belizarju je bilo kopensko obleganje onemogočeno in je svojemu ladjevju ukazal, naj vpluje v mestno pristanišče, ki je bilo tik ob obzidju, a zunaj njega in brez ostrogotskih stražarjev. Jambori bizantinskih ladij so bili višji od parapeta in Belizar je ukazal, da se na vrh jamborov dvignejo majhni čolni, polni lokostrelcev. Ogenj bizantinskih lokostrelcev od zgoraj je ostrogotsko garnizijo vrgel v paniko in jih prepričal, da se predajo.

## Posledice
Celotna Sicilija je bila tako pod bizantinskim nadzorom. Belizar je zmagoslavno vstopil v Sirakuze 31. decembra 535 na zadnji dan svojega konzulstva.